# Rainer Schoch
Rainer Schoch (Ludwigshafen am Rhein, 1970) is een Duitse paleoherpetoloog, conservator van het Staatlichen Museum für Naturkunde Stuttgart en professor in de paleontologie aan de Universiteit van Hohenheim.

## Biografie

### Leven
Schoch studeerde geologie en paleontologie aan de Universiteit van Tübingen van 1990 tot 1995 (diploma 1995) en promoveerde in 1997 op Mastodonsaurus (uit de Lettenkeuper van Kupferzell). Zijn academische docenten waren Frank Westphal en Wolf-Ernst Reif. Daarna werd hij onderzoeker aan de University of California, Berkeley, New York, Johannesburg, Moskou, Londen en Albuquerque. Van 2001 tot 2002 was hij conservator van het Museum für Naturkunde in Berlijn en docent aan de Humboldt Universiteit in Berlijn. Sinds 2002 is hij conservator van het Natuurhistorisch Museum in Stuttgart. Sindsdien deed hij onder meer onderzoek in de Verenigde Staten, China, Qatar, Siberië, Argentinië en Brazilië. Sinds 2007 graaft hij op de klassieke Zwabische Plateosaurusvindplaats in het Trias van Trossingen en nabij Vellberg in Hohenlohe en organiseerde hij de Grote Staatstentoonstelling Saurier – Erfolgsmodelle der Evolution in Stuttgart in 2007. Hij is ook verantwoordelijk voor het beheer van fossiele vindplaatsen zoals die in Holzmaden in het kader van monumentenbescherming in Baden-Württemberg. Schoch is mederedacteur van de tijdschriften Acta Zoologica en Palaeodiversity.

## Onderzoeksthema
De systematische focus van zijn werk wordt gevormd door de vroege tetrapoden, vooral de temnospondylen. Schoch houdt zich met name bezig met vraagstukken van evolutionaire biologie, zoals de oorsprong van de ontwikkeling van larven en de evolutie van metamorfose. Hij bestudeerde de evolutie van fenotypische plasticiteit in het Paleozoïcum en "amfibieën" in het Trias. Hij beschreef verschillende nieuwe tetrapode geslachten (bijvoorbeeld Trematolestes, Callistomordax, Madygenerpeton, Bystrowiela, Glanochthon en Scapanops). Daarnaast werkt hij ook aan diapsiden, bijvoorbeeld aetosauriërs, rauisuchiërs en Archosauriformes. Hij ontdekte het oudste bewijs van brughagedissen in de Beneden Keuper van Vellberg.
De geologische focus van het werk van Schoch ligt in het Laat-Paleozoïcum (Carboon, Perm) en in het Trias. Naast de wetenschappelijke opgravingen bij Vellberg leidt hij ook de verdere evaluatie van de talrijke vondsten van reptielen en "amfibieën" die in 1977 werden gedaan bij Kupferzell in Lettenkeuper. Op basis van vondsten van "amfibieën" en reptielen uit het Trias onderzoekt hij de vorming van fossiele afzettingen.
Samen met Erin Maxwell en Marta Fernandez bestudeerde Schoch een ichthyosauriër uit het Dogger van 175 miljoen jaar geleden, een geologisch tijdvenster waaruit dergelijke vondsten eerder niet bekend waren.
In 2015 beschreef Schoch samen met Hans-Dieter Sues voor het eerst het geslacht Pappochelys. De ontdekking van een ongeveer 240 miljoen jaar oud fossiel in Vellberg bij Schwäbisch Hall is van algemeen belang voor het begrijpen van het ontstaan van schildpadden en de systematiek van alle reptielen. Hij trok wereldwijde aandacht. In 2020 werd een vroege vertegenwoordiger van de geschubde hagedissen (Velbergia bartholomaei) uit het Trias (leeftijd 240 miljoen jaar) beschreven door Schoch en collega's van de Vellberg-vindplaats. Hij kwam uit dezelfde laag als de schildpad Pappochelys die in 2015 was gevonden. In het Trias was daar een klein meer. Ook werden er familieleden van krokodillen en vijf meter lange "amfibieën" gevonden.
Op basis van een nieuwe vondst kon Schoch in 2020 samen met Ralf Werneburg en Sebastian Voigt de soort Triassurus sixtelae identificeren, voor het eerst beschreven in 1978 uit het overgangsgebied van het Midden- en Boven-Trias van Kirgizië, waarvan de systematische positie lange tijd onduidelijk was, als de geologisch oudste vertegenwoordiger van de Urodela.

## Onderscheidingen
In 2010 ontving hij de Friedrich von Alberti-prijs.